# グドゥンサテ
グドゥンサテ（Gedong Saté）は、インドネシアのバンドンにある歴史的建築。西ジャワ州政府の庁舎として使われている。グドゥンサテは通称で、意味は「サテビル」。塔が串焼きのサテに似ていることから名付けられた。

## 歴史
1924年完成。オランダ植民地政府の公共事業庁舎として建設された。本館と別館から成る。鉄道や鉱業、郵便、電信といった公共事業を統括する役所であり、当時はバンドン最大の建造物だった。1980年代の行政機関の再編により、西ジャワ州政府の庁舎となった。別館は博物館となった。
オランダの建築家によって設計された新古典主義建築だが、ヒンズー教や仏教建築の様式を組み込んだ折衷主義建築である。オランダ植民地時代の代表的建築と高く評価されている。現在はバンドンのランドマークと認知されており、知名度の高い建物である。観光目的の訪問者が多い。

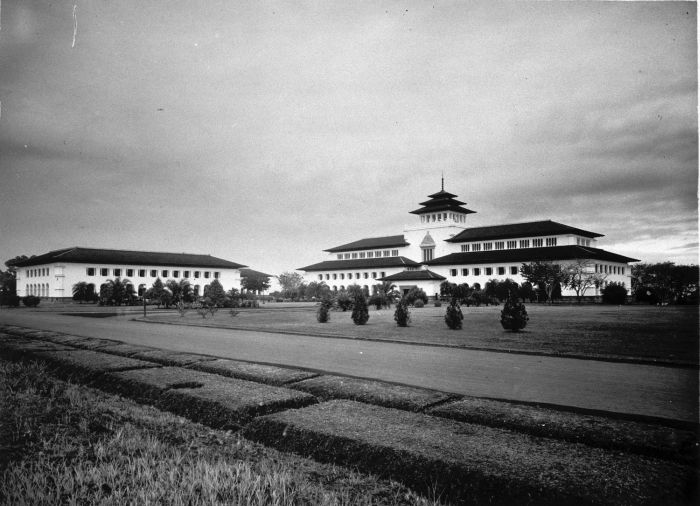
1930年頃
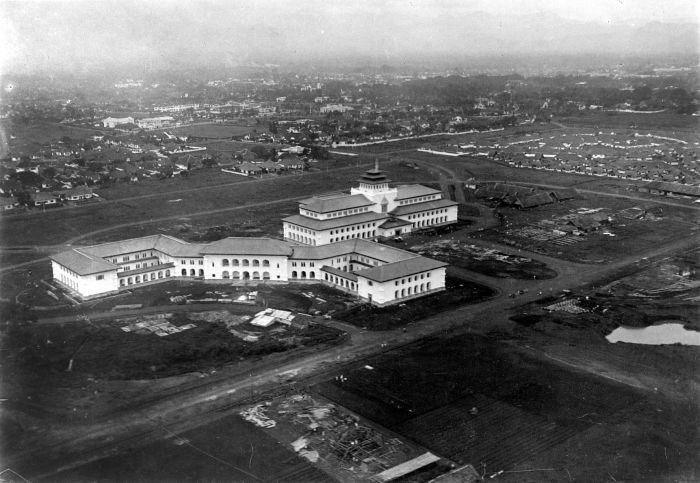
上空から（1930年頃）
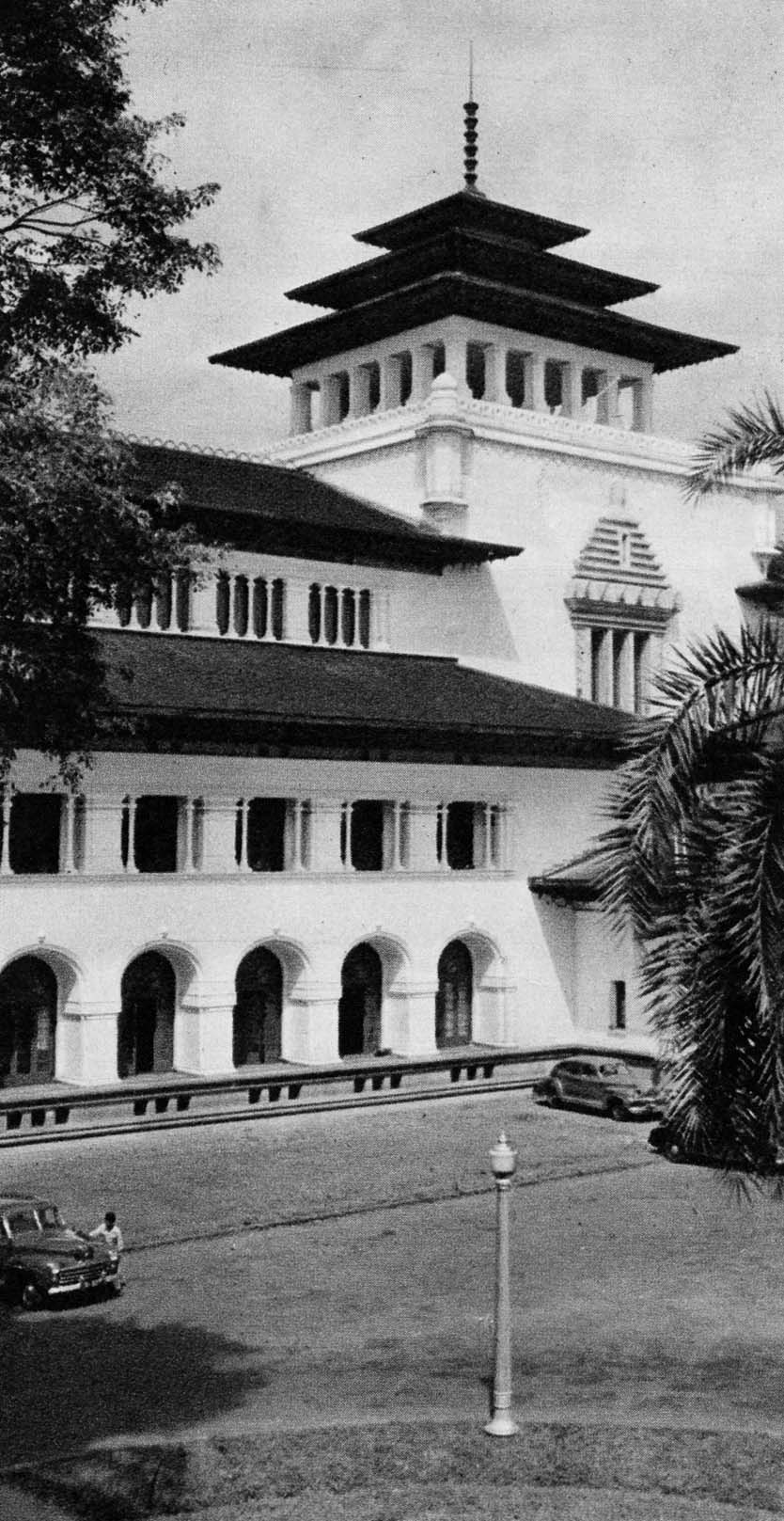
近影（1951年）